# 田野畑村

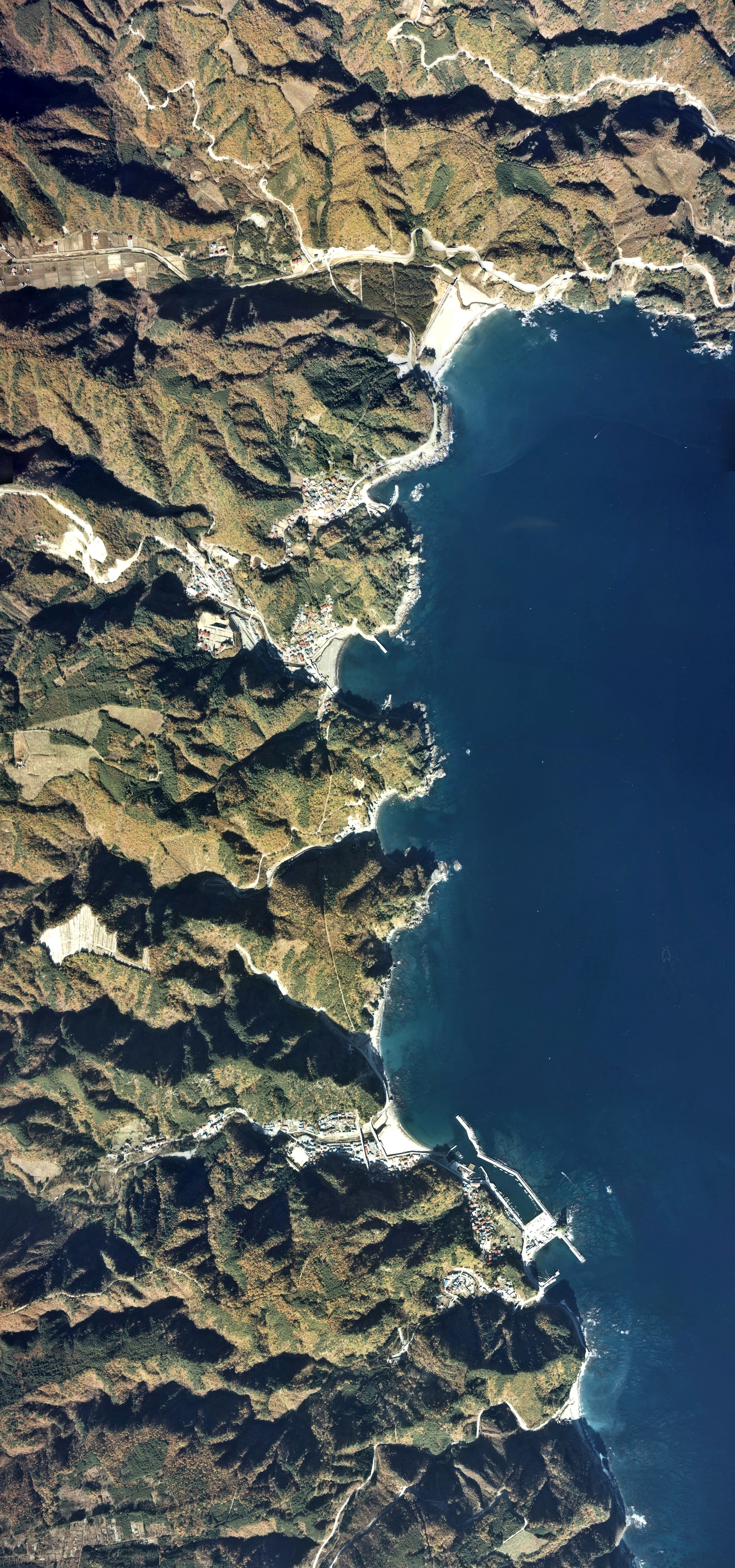
田野畑村海岸部周辺の空中写真。画像上方（北）から、羅賀、平井賀、島越地区。海岸沿いは断崖が続き平地はほとんどない。村役場は画像左側（西方向）の台地上に位置している。1977年撮影の4枚を合成作成。
。

田野畑村（たのはたむら）は、日本の岩手県沿岸北部に位置する下閉伊郡に属する村。太平洋に面しており、村の海岸線はすべて三陸復興国立公園に指定されている。

## 地理

### 自然
- 北山崎断崖
- 鵜ノ巣断崖

### 隣接する市町村
参照　岩手県の市町村全図
- 同県内（下閉伊郡内）
  - 普代村：北で隣接。
  - 岩泉町：西から南にかけて幅広く隣接。

## 歴史
- 貞観11年5月26日（ユリウス暦869年7月9日）：三陸沖で貞観地震が発生し、これに伴う津波によって大きな被害が出た。
- 慶長16年10月28日（1611年12月2日）：三陸沖で慶長三陸地震が発生し、これに伴う津波によって大きな被害が出た。
- 弘化4年（1847年）及び嘉永6年（1853年）：三閉伊一揆[3]
- 1896年（明治29年）6月15日：三陸沖で明治三陸地震が発生し、これに伴って起こった津波（明治三陸大津波）に襲われた三陸海岸一帯（田野畑村を含む）は甚大な被害を受けた。
  - 1970年（昭和45年）：田野畑村羅賀（らが）地区を訪問した小説家・吉村昭が、当時少年であった老人から津波の遡上高についての証言を得る。それがのちに国土地理院の地図情報と照合された結果、海抜25m程度の陸にまで海水が駆け上がっていたとの見解が示された。また、この海抜約25m、海岸から約360mの場所には、いずれも約2tという大きな2個の堆積岩があり、明治三陸大津波が運んだ物として長く語り継がれていた[4]。これより下に生活拠点を置くべきではないという戒めを籠め、2つの岩は「津波石」の名で呼ばれている[4]。
- 1933年（昭和8年）3月3日：三陸沖で昭和三陸地震が発生し、これに伴って起こった大津波による被害甚大。
- 1955年（昭和30年）5月2日：北山崎と鵜ノ巣断崖が陸中海岸国立公園（現・三陸復興国立公園）の指定地域の一つとなる。
- 1961年（昭和36年）5月28日：新里村から始まった山火事が村内へ延焼。子木地、甲地、北山、池名、東春内の45棟が全焼[5]。
- 1997年（平成9年）2月：当時の埼玉県川本町（現・深谷市）と友好町村提携。
- 2002年（平成14年）10月14日：鉄道の日、田野畑駅が「東北の駅百選」に選定される。
- 2006年（平成18年）2月17日：机浜番屋群が、水産庁の「未来に残したい漁業漁村の歴史文化財産百選」に選定される。
- 2011年（平成23年）3月11日：マグニチュード9.0の東北地方太平洋沖地震が発生。震度4にとどまった田野畑村（観測地点：田野畑村役場、田野畑村田野畑）であったが[6]、この地震が引き起こした大津波によって被災し、死者・行方不明者40人を出した[7][8]。cf. 東日本大震災。
  - 村域にある島越駅（三陸鉄道北リアス線）は高さ約10mの鉄筋コンクリート製橋梁の上に設けられた高架駅であったが、津波に呑み込まれて駅舎・プラットホーム・線路が全て流失。橋脚の一部の残骸を残すのみとなった[9]。
  - 人口約4,200人の1割にあたる約400人が漁業関係の就労者で、漁師180人のうち60歳以上が約80人という田野畑村であるが、漁船565隻中の512隻、漁協事務所、魚市場、養殖施設などが流失し、漁業関係の被害額だけで村の財政規模の約2倍にあたる76億円と推算されることから、自力での復興は困難と考えられる（4月21日の取材）[10]。
  - 明治三陸大津波で打ち上げられたと言い伝えられる羅賀地区の「津波石」に、津波が再び到達した。岩が動くことはなかったが、羅賀の住宅約150棟のほぼ半数が全壊し、地区住民約450人のうち9人が行方不明となった（取材は4月13日）[4]。
  - 4月9日：この時点で田野畑村は、住宅約200棟全壊。死者14人、行方不明者25人、避難者347人[11]。
- 2018年（平成30年）3月：早稲田大学との包括的な協働連携に関する協定を締結[1]。
- 2021年（令和3年）12月：三陸沿岸道路全線開通[1]。

### 行政区域の変遷（市制町村制施行以後）
- 1889年（明治22年）4月1日：町村制の施行により、北閉伊郡田野畑村、浜岩泉村及び沼袋村を廃し、その区域をもって北閉伊郡田野畑村を設置する[12]。
- 1897年（明治30年）4月1日 - 郡の統合により北閉伊郡・中閉伊郡・東閉伊郡が合併して下閉伊郡が発足[13]。

## 行政
- 村長：佐々木靖（ささき やすし　2021年8月20日就任）

## 姉妹都市・友好都市
深谷市（埼玉県）：1997年（平成9年）2月、旧・川本町と友好町村提携。

## 地域

### 人口
| |                                          |  |
| 田野畑村と全国の年齢別人口分布（2005年） | 田野畑村の年齢・男女別人口分布（2005年） |  |
| ■紫色 ― 田野畑村 ■緑色 ― 日本全国 | ■青色 ― 男性 ■赤色 ― 女性                |  |
| 田野畑村（に相当する地域）の人口の推移 \| 1970年（昭和45年） \| 5,412人 \| \| \| 1975年（昭和50年） \| 5,559人 \| \| \| 1980年（昭和55年） \| 5,225人 \| \| \| 1985年（昭和60年） \| 5,199人 \| \| \| 1990年（平成2年） \| 5,019人 \| \| \| 1995年（平成7年） \| 4,806人 \| \| \| 2000年（平成12年） \| 4,529人 \| \| \| 2005年（平成17年） \| 4,241人 \| \| \| 2010年（平成22年） \| 3,843人 \| \| \| 2015年（平成27年） \| 3,466人 \| \| \| 2020年（令和2年） \| 3,059人 \| \| |                                          |  |
| 総務省統計局 国勢調査より |                                          |  |
| 1970年（昭和45年） | 5,412人                                  |  |
| 1975年（昭和50年） | 5,559人                                  |  |
| 1980年（昭和55年） | 5,225人                                  |  |
| 1985年（昭和60年） | 5,199人                                  |  |
| 1990年（平成2年） | 5,019人                                  |  |
| 1995年（平成7年） | 4,806人                                  |  |
| 2000年（平成12年） | 4,529人                                  |  |
| 2005年（平成17年） | 4,241人                                  |  |
| 2010年（平成22年） | 3,843人                                  |  |
| 2015年（平成27年） | 3,466人                                  |  |
| 2020年（令和2年） | 3,059人                                  |  |

平成27年国勢調査より前回調査からの人口増減をみると、9.81％減の3,466人であり、増減率は県下33市町村中26位。

### 教育

#### 小学校
- 田野畑村立田野畑小学校

#### 中学校
- 田野畑村立田野畑中学校

## 産業

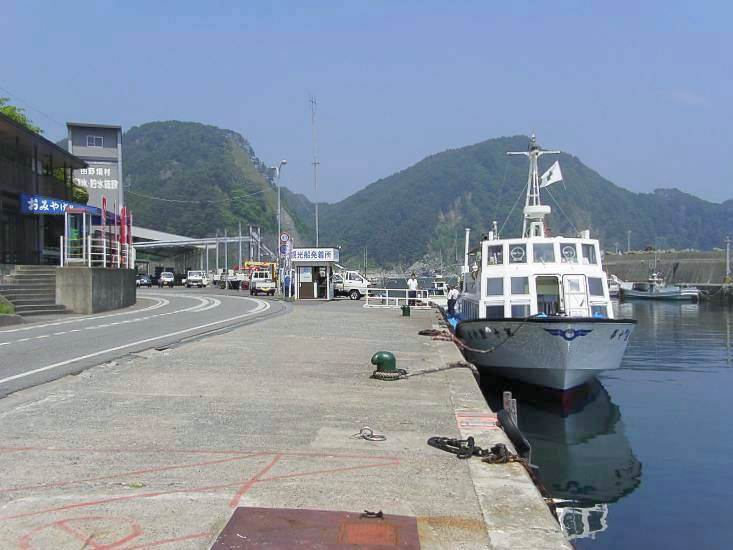
島越港にある北山崎めぐり観光船発着所（2007年撮影）

農林水産業が盛んな地域である。酪農などの第一次産業が主産業である。特産品としてウニ、アワビ、ワカメ、マツタケ、山ぶどうなどのほか、牛乳、ヨーグルト、アイスクリームなどの乳製品がある。また漁船や観光船によるクルーズや海釣り、海水浴、ダイビング、キャンプ、トレッキング、収穫体験といった、体験型観光にも力を入れている。

### 水産業
- 北山漁港
- 机漁港
- 平井賀漁港
- 島の越漁港
- 槇木沢漁港

### 郵便局
- 田野畑郵便局（集配局）
- 沼袋郵便局
- 島越郵便局
- 平井賀郵便局

## 交通

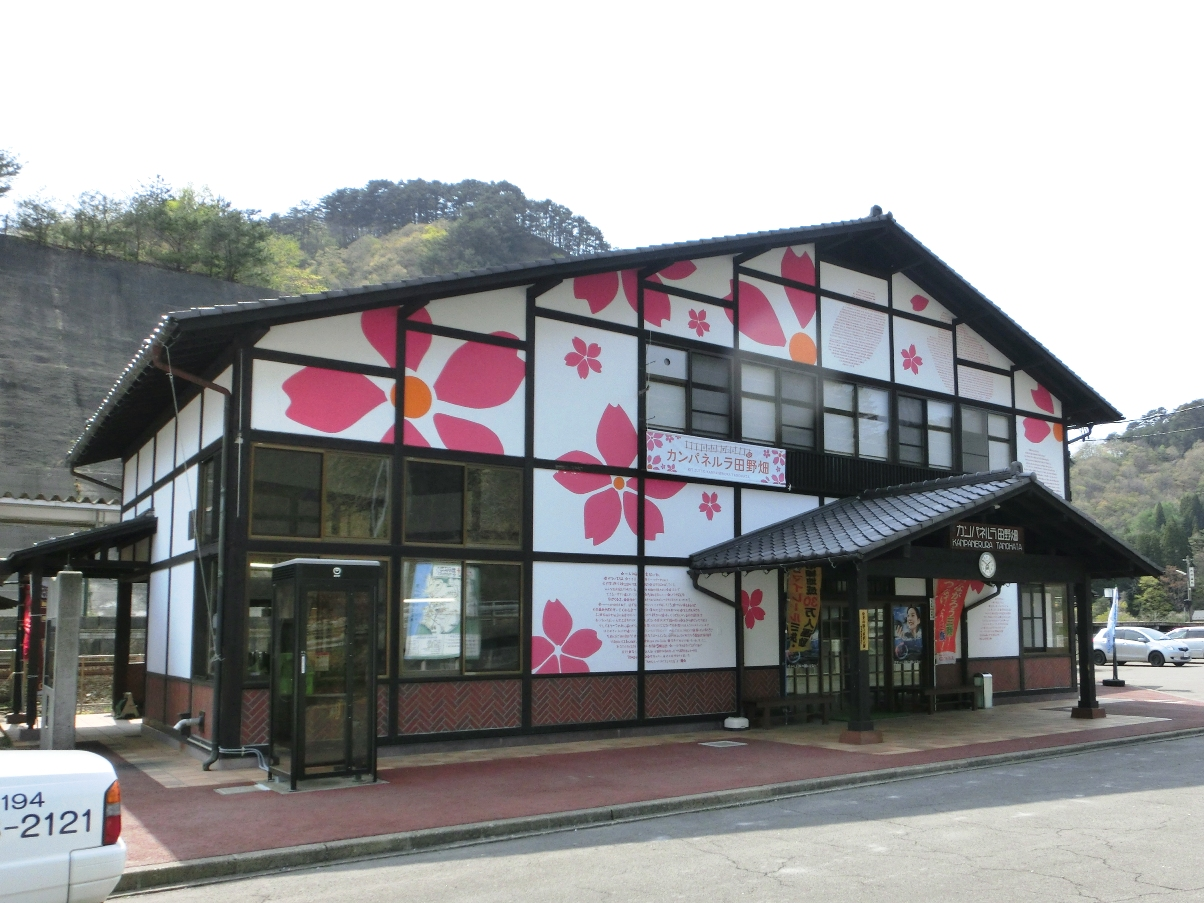
三陸鉄道田野畑駅（2013年5月10日）

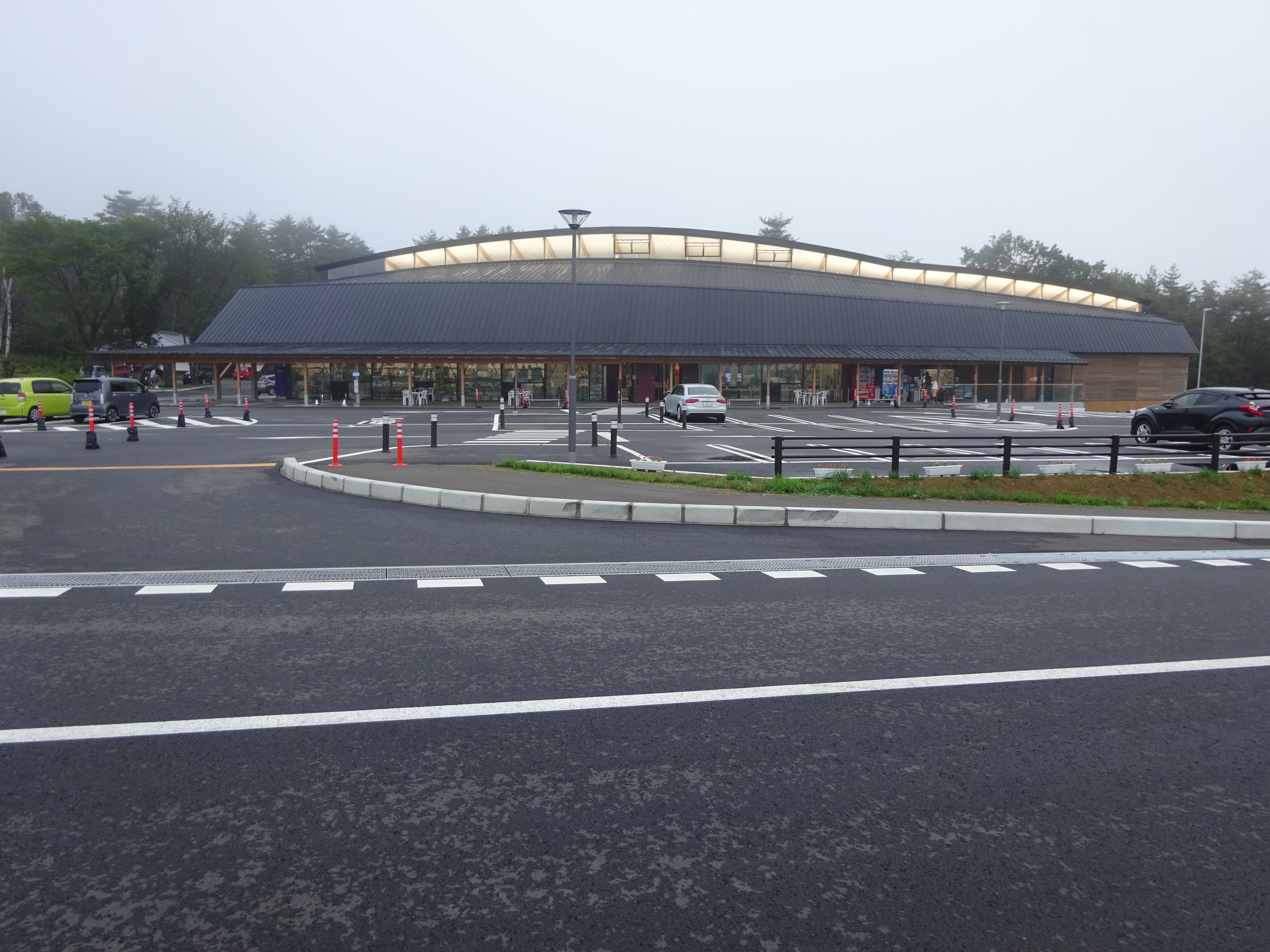
道の駅たのはた(2021年7月10日)

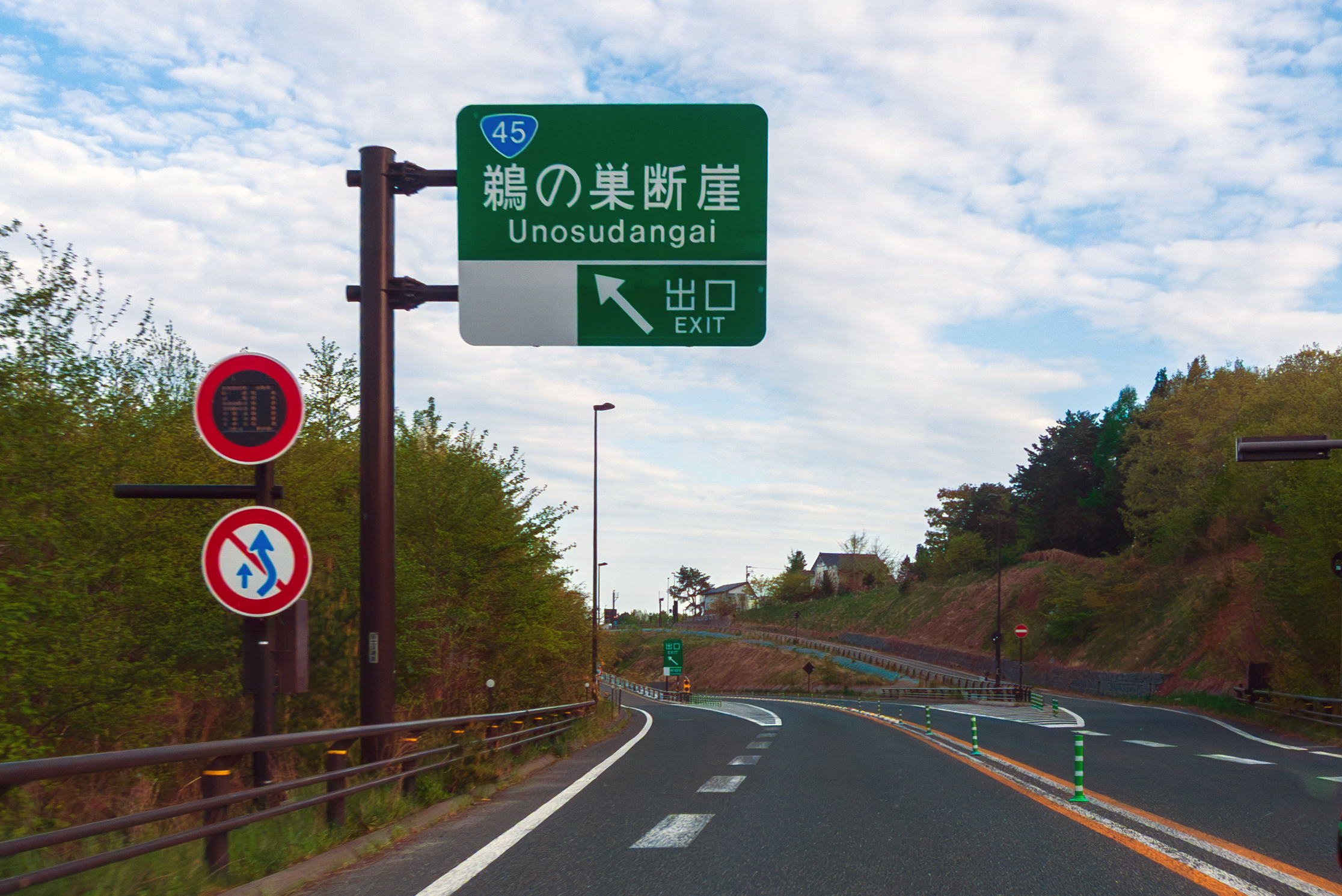
三陸北縦貫道・鵜の巣断崖IC

### 鉄道
- 三陸鉄道
  - リアス線：島越駅 - 田野畑駅
    - 中心となる駅：田野畑駅
    - 島越駅ー田野畑駅間でハイペ沢橋梁を通過する。

### バス
- 田野畑村営バス：田野畑交通が運行。
- 岩手県北自動車：田野畑駅 - 小本間（実証運行中）

### 道路

#### 地域高規格道路
- E45 三陸北縦貫道路
  - 岩泉道路
    - （下閉伊郡岩泉町）- (56) 鵜の巣断崖IC

  - 田野畑道路
    - (57) 田野畑南IC - (58) 田野畑中央IC

  - 尾肝要道路
    - (59) 田野畑北IC -（下閉伊郡普代村）

#### 一般国道
- 国道45号

#### 道の駅
- たのはた

#### 県道

##### 主要地方道
- 岩手県道44号岩泉平井賀普代線

##### 一般県道
- 岩手県道173号田野畑岩泉線

## 名所・旧跡・観光
- 三陸復興国立公園
  - 北山崎
  - 鵜の巣断崖
- 平井賀浜海水浴場
- 島越海水浴場

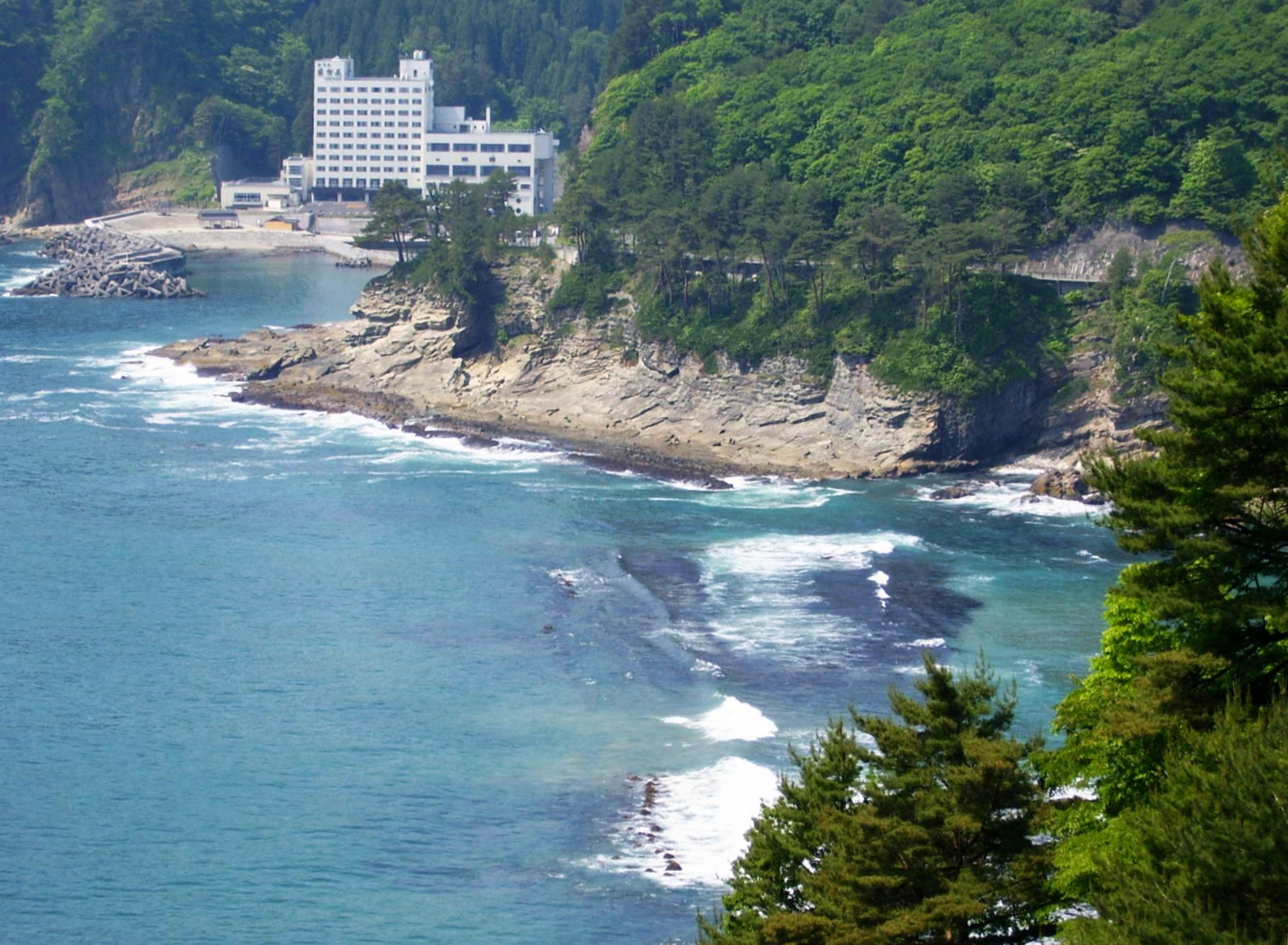
ホテル羅賀荘（2009年）。羅賀荘は津波で被害を受けたが、2012年11月21日に改修の上営業を再開した

- 机浜番屋群：未来に残したい漁業漁村の歴史文化財産百選に選定されている。
- 津波石
- 畠山神社 - 源義経の討伐に差し向けられた畠山重忠の愛馬がこの地で脚を折って倒れ、それを祀った神社とされる。重忠のものとされる鐙が奉納されていた（現在は田野畑村民俗資料館に保管）[14]。祭神は鍬形八幡大明神。御神体が鍬であることから鍬形神社とも呼ばれ、農家の嫁に巻き付いた大蛇を鍬で打ち殺し、その鍬を祀るために神社を創建したという伝説もある[15]。
- 菅窪鹿踊・剣舞（県指定無形民俗文化財）- 伝承では、畠山重忠が田野畑村大芦に畠山神社を建立し、守護神「鍬形八幡大明神」を勧請するとともに鹿踊りを伝えたのが始まりで、数百年のちの嘉永5年（1852年）、大芦の一番の踊り手であった大工・常五郎が菅窪に移住して菅窪鹿踊を創始し、雷電神社の別当を代々務めた常五郎一族によって神社に奉納されるようになったという[15]。菅窪鹿踊の鹿頭は野生鹿を象っており、この特徴は田野畑村と四国宇和島だけと言われる。また、菅窪流は同一の踊組が鹿踊りから早替わりして剣舞を踊るという珍しい芸態をもっている[16]。

### ギャラリー
- 北山崎
- 鵜ノ巣断崖
- 明戸浜
- 机浜番屋群
- 三陸鉄道・島越駅
- 思案坂大橋

## 田野畑村を舞台とした作品
- テレビドラマ『無医村に花は微笑む』

## 出身・ゆかりのある人物
- 伊達勝身（岩泉町長）有芸出身で、田野畑村役場に勤務した。
- 黒木昭雄